# Boniface Mwepu Katentakanya
 (décembre 2014).
Boniface Mwepu Katentakanya, né le 3 janvier 1917 à Lukafu, dans la province du Katanga, mort à Lubumbashi le 7 juillet 1998, est un homme d'État congolais. Il est le tout premier Premier Bourgmestre (maire) noir d’Élisabethville (l'actuelle Lubumbashi) après l'avènement de l'indépendance de la république démocratique du Congo en 1960.

## Biographie

### Études et formations
- 1926 - 1931 : Humanités latines au Petit Séminaire des Pères Bénédictins
- 1932 - 1933 : Élève à l'Institut Saint Boniface de Lubumbashi (diplômé le 07 août 1933)
- 1946 - 1949 : Diplôme de Philosophie du Droit (Cours supérieurs du soir à Lubumbashi)
- 1949 - 1953 : Diplôme d’Économie politique, sociologie, doctrine sociale de l’Église et notions d'anglais(Cours supérieurs du soir à Lubumbashi)

### Période coloniale
- 1933 : À partir du 11 septembre 1933, Boniface Mwepu travaille pour administration coloniale.
- 1954 : Fonctionnaire de l'Administration du territoire affecté au service d'Administration de la population noire (après avoir réussi l'examen dit « de fonctionnariat », organisé par l'Administration coloniale belge)
- 1954 - 1959 : Boniface Mwepu combine ses fonctions à l'Administration territoriale avec la fonction du juge à la chambre du soir où il siégeait 3 fois par semaine les soirs pour trancher les différends.
- 1959 : Mwepu est élevé au grade d'agent territorial principal, alors que ce grade était réservé aux seuls agents belges présents dans la colonie.

### Période postcoloniale
- 1960 : Premier Bourgmestre (maire) d'Elisabethville (Lubumbashi)
- 1963 : En octobre 1963 Boniface Mwepu est élevé au grade et fonctions de secrétaire provincial du Katanga.
- 1964 : Moïse Tshombe est alors premier ministre du gouvernement central à Léopoldville, Mwepu est chargé de la démobilisation des ex-gendarmes katangais.
- 1967 : Mwepu est nommé secrétaire provincial de la province du Bandundu. Il est surnommé « Mbuta Mwepu ».
- 10 juillet 1968 : Mwepu part à la retraite après 35 ans de service.

## Sources
- Arthur Jano Bakasanda, Boniface Mwepu Katentakanya 1917-1998 une vie au service de la nation congolaise, Lubumbashi, Editions Talenta, 2010, 79 p.